# エル・イホ・デル・パンテーラ
エル・イホ・デル・パンテーラ（El Hijo del Pantera、男性、1991年12月18日 - ）は、メキシコ出身のプロレスラー。エル・パンテーラを父に持ち、エル・パンテーラJr.は弟、ウルティモ・グラディアドールは従兄弟に当たる。IWRG所属。

## 経歴
2009年12月20日、IWRGでデビュー。以来同団体を主戦場としてメキシコ国内インディーを転戦した。
2012年、WNCに初来日。来日初戦は8月2日の新宿FACE大会での対児玉ユースケ&黒潮二郎戦（パートナーは土肥孝司）。以降WNC留学生として複数回の一時帰国を挟み日本に滞在。
2013年はWNCに加え、ZERO1やWRESTLE-1などにも参戦。ZERO1では天下一Jr.にもエントリーするが、ビリーケン・キッドに敗れた。
2014年のWNC活動停止後はW-1に参戦。
2015年、デスペラードに加入した。
2024年みちのくプロレスの覆面ワールドに出場。
2025年4月27日に行われた両国国技館「LUCHA FIESTA ESPECIAL」では佐々木大輔と組み、オクタゴン＆イホ・デ・オクタゴン組と対戦した。

## タイトル歴
WRESTLE-1
- WRESTLE-1クルーザーディビジョンチャンオピンシップ（第14代）

## 得意技
- La Alejandrina[1]
- Plancha Suicida[1]
- スワントーン・ボム[1]